# ゲッターロボ飛焔 〜THE EARTH SUICIDE〜
『ゲッターロボ飛焔 〜THE EARTH SUICIDE〜』（ゲッターロボひえん ジ・アース・スーサイド）は、永井豪・石川賢原作、津島直人作画による日本の漫画作品。Webコミック「MAGNA」（幻冬舎コミックス）にて、2007年9月号から連載されていた。MAGNA休刊とともに連載は終了したが、書き下ろしの最終話が第3巻に掲載された。

## 概要
『ゲッターロボサーガ』の流れを汲む作品。神隼人が要塞化された早乙女研究所の所長を務めている事から、本作が時系列的に『ゲッターロボ號』の後にあたることが分かるが、その続編『ゲッターロボ アーク』の前後関係は不明。ただ、作中では並行世界を示唆する台詞がある為、『アーク』には繋がらないパラレルワールドにあたる可能性もある。
アンソロジーコミック『ゲッターロボアンソロジー〜進化の意志〜』と3巻には同作者による番外編「終着点」が掲載されており、『アーク』終盤に登場した兵器「バグ」との戦いが描かれているほか、『真ゲッターロボ』や『アーク』に登場したゲッターエンペラーが姿を見せている。

## ストーリー
世界各地の都市が、人間を襲って成長する巨大植物の侵食を受けつつある時代。それに対抗するべく出撃するプロトタイプ・ゲッターロボだが、1号機のパイロット・山之木三尉はゲッターを乗りこなせず、独断で戦線離脱した揚句に死亡してしまう。そこへ現れた少年・竜牙剣。植物に支配されたD市で1か月生き延びていたという彼は初めて乗った1号機を乗りこなし、見事に初陣を飾るのだった。
やがて、すべてはプロフェッサージャコフの陰謀だと分かる。ゲッターのパイロットである3人の少年は、過酷な運命を背負いながら戦い続けるのだった。

## 登場人物
竜牙 剣（りゅうが つるぎ）
ゲッター1およびゲットマシン1号機のパイロット。D市が植物の襲撃を受けた際に父親や友人を殺されながらも、その中で1か月の間、自作の火炎放射銃で植物を焼き殺しながら生き延びていた。
メカニックの扱いに長けており、銃火器を自作するほどの腕を持つ。マニュアルデータに短時間目を通しただけで初めて乗った1号機の操縦法をマスターし、父親の仇を討つことで初陣を飾った。その後1週間の訓練を受け、正式にパイロットになる。
天草 弾（あまくさ だん）
ゲッター2およびゲットマシン2号機のパイロット。ジャコフに両親を殺され、早乙女研究所に身を寄せることになり、ゲッターのパイロットになった。頭髪が白いのは目の前で両親を殺されたショックから。また、両親が科学者で自身も助手を勤めていたらしく、ジャコフ一味も彼を知っている。
鋼 轟鬼（はがね ごうき）
ゲッター3およびゲットマシン3号機のパイロット。今では穏やかな人物だが、生まれてすぐに教会の前に捨てられていた生い立ちから力を求め続ける、獣のような人物だった。「鬼」と呼ばれるほどの拳法の達人と勝負し破れ、弟子入り（師匠曰く「弟子は取らないため、炊飯係」として、道場に置かれる）する。だが、その師匠がジャコフによって植物獣化し、道場の仲間たちは皆殺しにされ、彼はやむをえず師匠を倒すが、彼の証言は信じてもらえず、道場全滅の犯人とされ、死刑を言い渡されてしまう。が、そこへ神 隼人がやって来て彼をゲッターチームにスカウトする。
神 隼人（じん はやと）
かつて初代ゲッターチームの一員として恐竜帝国や百鬼帝国と戦った男。現在は早乙女研究所の所長。
既にパイロットとしては現役を退いているが、凶悪なまでの冷静さと戦略家としての頭脳、カリスマ性は健在。緊急時には、自ら初代ゲッターロボを駆って出撃することも。
「終着点」ではバグの姿を見たものの、それがジャコフの送り込んだ兵器ではない事しか分析できなかった。
敷島博士（しきしまはかせ）
早乙女研究所の武器開発担当。『ゲッターロボ アーク』の時と同様に全身をサイボーグ化している。本作では、ゲッターの武器を必要に応じて研究所から射出する役割も担っている。剣の訓練の教官は彼だったようだが、剣曰く「訓練よりも美しい敵の殺し方講座しかしなかった」らしい。
ロザリオ
アメリカ軍のスーパーロボット「エクスカリバー」や「エクスカリバーII」のパイロット。植物獣に吸収された旧友を倒したゲッターチームを一度は仇として狙うが、後にゲッターチームの過去を知って和解する。
作中「ガキが戦争をするのはTVゲームの中だけでいい」と発言している事から、ゲッターチームよりは年上と思われる。
プロフェッサージャコフ
本作の悪役。ゲッター線によって進化した植物を操る。本人が言うには世界征服を目論んでいるわけではなく、進化した植物達の意思の下で行動しているに過ぎないらしい。
作中、剣に「ヒヒジジィ」と言われるほどのサル顔。息子のマニウスを見下している節が見られる。
最終決戦時にマニウスに裏切られナイトメア諸共ゲッターガイアの心臓となる。
マニウス・ジャコフ
プロフェッサー・ジャコフの息子で幹部を務める。異常なマザーコンプレックスであり、病死して生首だけの状態になった実母を蘇生させようとしていたほか、後述のローズとは近親相姦の関係にあった。
最終決戦時に父を裏切り、ゲッターガイアを起動させる。その際は全裸で空中を浮遊しゲッター2のドリルを受け止めるなど超常的な能力を発揮した。
ゲッターロボ飛焔とも互角の戦いを繰り広げたが、ガイアに邪魔者扱いされ彼女の放ったゲッタービームを背後から浴びて消滅した。
ローズ
第9話から登場した、有人仕様の植物メカに乗る謎の女性。
マニウスの部下あるいは恋人と思われたが、その正体はマニウスの手で死体の状態から復活を遂げた彼の母親。最終決戦ではゲッターガイアの核となる。

## ゲッターロボ

### プロトタイプ・ゲッターロボ
3機のゲットマシンが合体して完成する戦闘ロボット。真ゲッターロボの汎用機として開発されたため、真ゲッターに似た外見となっている。作中では単に「ゲッターロボ」あるいは「ゲッター」と呼ばれる。ゲッター炉とプラズマ炉の二つによるハイブリッドパワー駆動だが、7話まではゲッター炉の調整が難航していた為、プラズマ炉のみで稼動していた。最終決戦でゲッターガイアのゲッタービームを相殺するためゲッタービームを連射し、その反動で半壊するが、ゲッター線の意思で進化しゲッターロボ飛焔になる。なお、本稿では単行本1巻の設定資料集にしたがって、プロトタイプ・ゲッターロボと表記するが、2巻目の設定資料集ではゲッターロボと表記されていた。
ゲッター1
1号機がメインとなる形態。飛行能力を有する。戦闘では腕に仕込まれたガトリング砲や鉤爪、真ゲッターのゲッターサイトに似ているが、両刃になっているゲッタートマホーク、オプションとして大型ガトリング砲などを使用。ブースターと巨大なゲッタートマホーク、巨大ビーム砲や各種重火器が一体化した武装コンテナを装備した事もある。必殺武器は両肩アーマーに内蔵された砲からプラズマエネルギーを発射する「プラズマノヴァ」だが、一度使用すると1分間のエネルギーチャージが必要になる。ゲッター炉心の稼働後は右肩の砲がゲッタービームに換装されており、ゲッタービームとプラズマノヴァの同時撃ちも幾度か描写されている。
ゲッター2
2号機がメインとなる形態。高速戦闘を得意とし、飛行も可能。戦闘では右腕のドリルを武器として使用する。9話からドリルの形状が変わり、ドリルに付いているビットを展開して回転することで大規模なドリルアタックが可能となった。その威力は全長数kmのゲッター線採取アンテナである「棘」を内側から貫き破壊するほどである。
ゲッター3
3号機がメインとなる形態。全身にミサイルを装備しており、これを一斉に放つ「ナパームレイン」を必殺技とする。また、この他にも２話の描写から、背中にはキャノン砲とバルカン砲が一体化した砲や指にも火器が内蔵されており、他のゲッター3系の機体に比べ、水中戦よりも砲撃戦に特化している傾向がある。9話にて『天地轟壊』と言うアームを使った必殺技を使用した。劇中でゲットマシン単体での変形を行った唯一の機体でもある。

### ゲッターロボ飛焔
ゲッター線の導きによりプロトゲッターが進化した姿。左右が非対称で顔も凶悪になっている。ガイアのゲッタービームをストナーサンシャインに似たビーム球で相殺するなど、戦闘能力も桁違いである。この状態で分離合体が可能かどうかは不明。
また、戦闘時にはゲート（『アーク』に登場した亜空間固定装置ゾルド、あるいは時空間超越機スターボーダに酷似した物体）が出現することがあり、その影響で別の宇宙へ飛ばされる事もある。
最終決戦時ではゲッターガイアとの死闘の末、出現したゲートの崩壊により行方不明になるが、剣たちと共に別の宇宙に飛ばされ、そこで戦い続けていると思われる場面が描かれている。
「終着点」でもゲッター炉心の起動に伴い一時的に進化したが、戦闘終了後は元の姿に戻っていた。

### 初代ゲッターロボ
かつて恐竜帝国との戦いに使用された、初代ゲッターロボ。通常は研究所内に保管されているが、緊急時には隼人の操縦で出撃する。本作では隼人が乗っているゲットマシン以外は自動操縦。プロフェッサージャコフが操る植物獣・ナイトメアから放たれたビームをゲッタービームで相殺した隙をつかれ、ゲッター炉を奪われてしまう。ゲッター3形態は未登場。
ゲッター1
イーグル号（1号機）がメインとなる形態。本来はゲッターの基本形態だが、本作ではメインパイロット不在のため、ゲッタービームを放つ時のみ使用される。デザインは漫画版よりもアニメ版に近い。
ゲッター2
ジャガー号（2号機）がメインとなる形態。本作では唯一のパイロットである隼人がもともとメインパイロットとして使用していた形態のため、本作ではこちらが基本形態として使用される。こちらは漫画版に近いデザイン。

### ゲッターエンペラー
「終着点」に登場。惑星より遥かに巨大な謎のゲッターロボ。そのパイロットの言葉によると、エンペラーが存在する時間は「人類がたどりつく一つの終着点」らしい。剣をして「宇宙を食いつぶしている」と言わしめるほどの凄まじいパワーを持つ。

## 植物獣
プロフェッサージャコフの操るゲッター線で進化した植物。現代の植物が進化した物であり、無機物有機物を問わず取り込む事が出来る。
ナイトメア
ゲッターに似た姿をした植物獣。いわゆる植物獣版ゲッターといえる性能を持つ。ゲッター炉を奪うために早乙女研究所内に進入、地下第14区（ゲッター墓場）にあった試作ゲッターと融合し誕生した。
プロトゲッターを奪って逃走しようと試み、隼人の操る初代ゲッターに迎撃されたもののそれを退け、試作ゲッターに搭載されたゲッター炉の強奪に成功する。
元々ゲッター線を使用しているうえにゲッター墓場の廃材と融合したこともあり、ゲッター同様の武装を持っておりゲッタービームも使用可能。終盤ではジャコフ自らが乗り込み、フルスペックとなったプロトゲッターと互角の戦いを展開した。
ローザ
ローズ専用の植物獣。手甲が変化した剣や鞭になる尾が武器。地中から出現した全長数kmのゲッター線採取アンテナである「棘」を守るために出撃した。
最終決戦ではゲッター1が装備した武装コンテナの撃墜に成功したものの、ゲッター3の格闘攻撃で撃破された。
ゲッターガイア
マニウスが極秘に造り上げた大型の植物獣。ガイアの核となるローズとナイトメアに搭載されたゲッター炉が融合して初めて本来の力を発揮する。地球上すべての植物を吸収して巨大な地球樹となり、かつて真ゲッターロボがテラフォーミングした火星へ飛び立とうとした。プロトゲッターを圧倒し、更にゲッターロボ飛焔とも互角の戦いを繰り広げるが、突如出現したゲートに引きずり込まれて未知の世界へ飛ばされた末に、ゲッター戦艦と思しき巨大な物体に捕食されてしまった。

## バグ
15話冒頭および「終着点」で登場。『アーク』の最終話に登場したものと同じデザインの巨大な人型兵器。謎の人物（顔が描かれていないが、パイロットスーツは『アーク』最終話でカムイが着ていたものと同じ）が一人乗りで運用する。空間に開いた穴から出現後、プロトゲッターと早乙女研究所に明らかな敵意を持って戦闘を仕掛けた。圧倒的なパワーでプロトゲッターと宇宙のある一つの結末（ゲッターエンペラー）との関わりを断とうとするが、窮地に陥ったプロトゲッターのゲッター炉心が一時的に起動し（この事から「終着点」は7話以前の出来事と思われる）、ゲッターロボ飛焔が顕現。飛焔が召喚したゲートに飲み込まれて姿を消した。石川賢の作品『セイテン大戦フリーダーバグ』にも同デザインの兵器が登場するが搭乗者が異なるほか、こちらではバグはある一人の女性の事を指す名前であり、その関連性は明らかにされていない。